# 窦妪站
窦妪站是一个京广铁路上的铁路车站，位于中华人民共和国河北省石家庄市栾城区窦妪镇，建于1903年，目前为四等站，邮政编码为051431。目前客运：办理旅客乘降；行李、包裹托运；货运：办理整车货物发到。